# Conjunt monumental d'Olèrdola
El conjunt monumental d'Olèrdola es troba al municipi hòmònim (Alt Penedès) i està format per les restes de l'antic poblat, el castell, i l'església de Sant Miquel, catalogats com a bé cultural d'interès nacional. Està situat  sobre una plataforma rocosa del turó de Sant Miquel, de 358 m d'altitud màxima i una superfície de 3,5 ha, als vessants occidentals del massís del Garraf, dins el parc d'Olèrdola, tot dominant la plana del Penedès. Dins el recinte fortificat medieval, l'espai s'estructurava en tres àrees: a la part superior es trobava la zona militar, amb el castell al cim i, més avall, l'àrea sacra, amb l'església i la necròpolis. La part baixa de la muntanya era ocupada per les cases.

## Història
Les excavacions arqueològiques han permès establir la cronologia d'ocupacions d'aquest indret des del Bronze Antic fins a l'època medieval, amb llargs períodes d'abandó. De l'antiga ciutat d'Olèrdola hom sap que fou habitada a l'època neolítica i a l'edat del bronze i, més tard, pels ibers. La seva posició estratègica constituïa un lloc fortificat en èpoques bel·licoses i poc convenient durant els períodes de pau.

### Ibers
Tot i que a l'interior del recinte fortificat s'han recuperat materials i estructures del Bronze Antic (un vas campaniforme de complex Salomó i una cubeta amb materials ceràmics fets a mà del Bronze Antic-Mitjà, restes de fauna i sílex), fou a partir del Bronze Final que es presentà un hàbitat estable i organitzat urbanísticament. La primera fortificació coneguda és d'aquesta època (segles ix-viii aC). Aquest mur defensiu és paral·lel a la muralla romano-republicana coneguda i conserva un mur transversal intern, la part superior del qual fou aprofitat en època ibèrica. Durant el segle iv i fins a finals del ii aC hi havia un poblat ibèric, que reutilitzà la muralla del Bronze Final i es produí una adequació d'habitatges i d'un carrer, estructurats respecte al mur defensiu de la muralla i que es trobaria englobada en la torre posterior d'època romano-republicana.

### Època romana
A finals del segle ii aC, els romans aixecaren una altra muralla davant de l'anterior, una talaia i probablement una gran cisterna tallada a la roca amb una capacitat de més de 350 m². La cisterna amida 16,40 m de llargària x 6,50 m d'amplada x 3,5-4 m de profunditat. Aquesta cisterna es considera d'època ibèrica o romano-republicana i va ser reaprofitada en època medieval. Es localitzaren 2 pedreres també d'aquesta època (finals segle ii - principis segle i aC), una dins del recinte emmurallat i l'altra davant de la muralla. Cap a mitjans del segle i aC, Olèrdola va ser abandonada però es produí una ocupació medieval a partir del segle ix. Sembla que un camp de sitges tallades en el sediment pertanyen a un primer moment de l'ocupació medieval.

### Època medieval
A l'alta edat mitjana, el recinte fortificat va tornar a ésser habitat. Segons la documentació, Olèrdola fou el l'any 929 per Sunyer I de Barcelona (912-954), que va fer construir una muralla perimetral, les esglésies de Sant Miquel (dins muralla) i de Santa Maria (fora muralla) i el castell. Al llarg del segle x, en el marc de les lluites territorials entre cristians i musulmans, el castrum d'Olèrdola tingué un destacat paper en el control i defensa de la Marca sud del Comtat de Barcelona. Va patir moltes ràtzies musulmanes com la de l'any 985 d'Almansor, que saquejà el pla de Barcelona, la mateixa capital i va vèncer a la batalla de Rovirans.
L'estructura urbana del vilatge alt-medieval mostra dos nuclis: dins el recinte fortificat es trobava, a la part superior, la zona militar, amb el castell i, més avall, l'àrea sacra, amb l'església i la necròpolis. Ocupant la part mitjana de la plataforma rocosa hi havia una àrea d'activitat econòmica: premsa i celler de vi, la cisterna romana de nou en ús, la pedrera romana reoberta, un graner i altres. La part baixa de la muntanya era ocupada per les cases de pagesos benestants i per tallers d'artesans, entre ells un ferrer, que s'obrien al carrer principal entorn la porta d'entrada. La civitas s'estenia fora de les muralles, essent l'indret més conegut el Pla dels Albats, amb l'església de Santa Maria i la seva necròpolis de tombes antropomorfes o olerdolanes.
A inicis del segle xii, s'inicia la decadència d'Olèrdola i el desplaçament de la població vers la plana. La gran invasió almoràvit de l'any 1108, darrere de les incursions musulmanes en territori català, causà la devastació d'Olèrdola. Els comtes, un cop retirats els invasors, intentaren estimular la repoblació concedint àmplies franqueses, demanant la col·laboració del monestir de Sant Cugat i encarregant la custòdia de castell i ciutat a Jordà de Sant Martí, els descendents del qual en posseïren la castlania fins al segle xiii. Tot el material ceràmic recuperat són vasos de ceràmica grisa, sense que hi hagi materials vidrats, fet que suposa un abandonament del lloc vers el segle xiii. Sobre el penya-segat oest es localitzà part de la muralla medieval que envoltava la plataforma, d'uns 60 cm d'amplada.

### Època moderna
La fortalesa perdé tota la seva importància estratègica. Esporàdicament tingué guarnicions temporals en època de conflictes armats, com en la guerra civil catalana del segle xv o durant la guerra del Francès al segle xix. Després vingué l'abandó total tot i que en el segle xvii encara es tenia com a lloc del senyor Rei. L'església de Sant Miquel va ser parroquial fins al 1884, moment en què el Bisbat de Barcelona la va vendre juntament amb tot el recinte i el lloc passà a ser una explotació agrícola.

### Època contemporània
Existeixen estructures modernes (segle xix) corresponents al conreu en feixes, reconstruccions i un probable forn exhumat destinat a la fosa de metall.
L'any 1963 la Diputació de Barcelona va adquirir la finca. El novembre del 1971, després d'algunes reformes a l'església i la construcció d'un nou edifici en el lloc ocupat per una antiga masia-rectoria, el conjunt monumental d'Olèrdola s'obrí al públic. Des del 1995, és una de les seus del Museu d'Arqueologia de Catalunya.
El 2007 'shi va fer prospeccions geofísiques amb georadar i gradiometria magnètica, que han permès identificar estructures en el subsòl abans desconegudes. S'ha detectat una muralla preibera-ibera, paral·lela a la romana i separada per 6m, un possible tancament a l'Est de l'estructura i estructures de divisió interna de l'espai entre les dues muralles i nivells d'ús en les habitacions resultants. També s'ha localitzat un tancament a l'Oest, zones de combustió i divisions internes. Una altra detecció va ser l'antic camí d'accés al Pla dels Albats, paral·lel a l'exterior de la muralla romana. A l'interior del castell s'han localitzat la continuació de les parets desaparegudes dels murs laterals i han apuntat la presència de dos possibles nivells d'ús.

## Arquitectura

### Castell d'Olèrdola
Construït a la part alta del recinte (vers l'extrem sud) de l'antiga civitas ibero-romana. Per la construcció es va aprofitar una torre talaia d'època romana republicana, entorn la qual es va construir el castell, i la muralla romana, que tancava només l'istme nord i fou perllongada fins a aconseguir el tancament total del recinte.
De l'edifici, de diversos pisos, es conserva una gran sala rectangular que estava coberta per una volta de pedra i morter. Aquesta volta, avui molt enrunada, va estar parcialment dempeus fins ben entrat el segle xx.

### Església de Sant Miquel d'Olèrdola

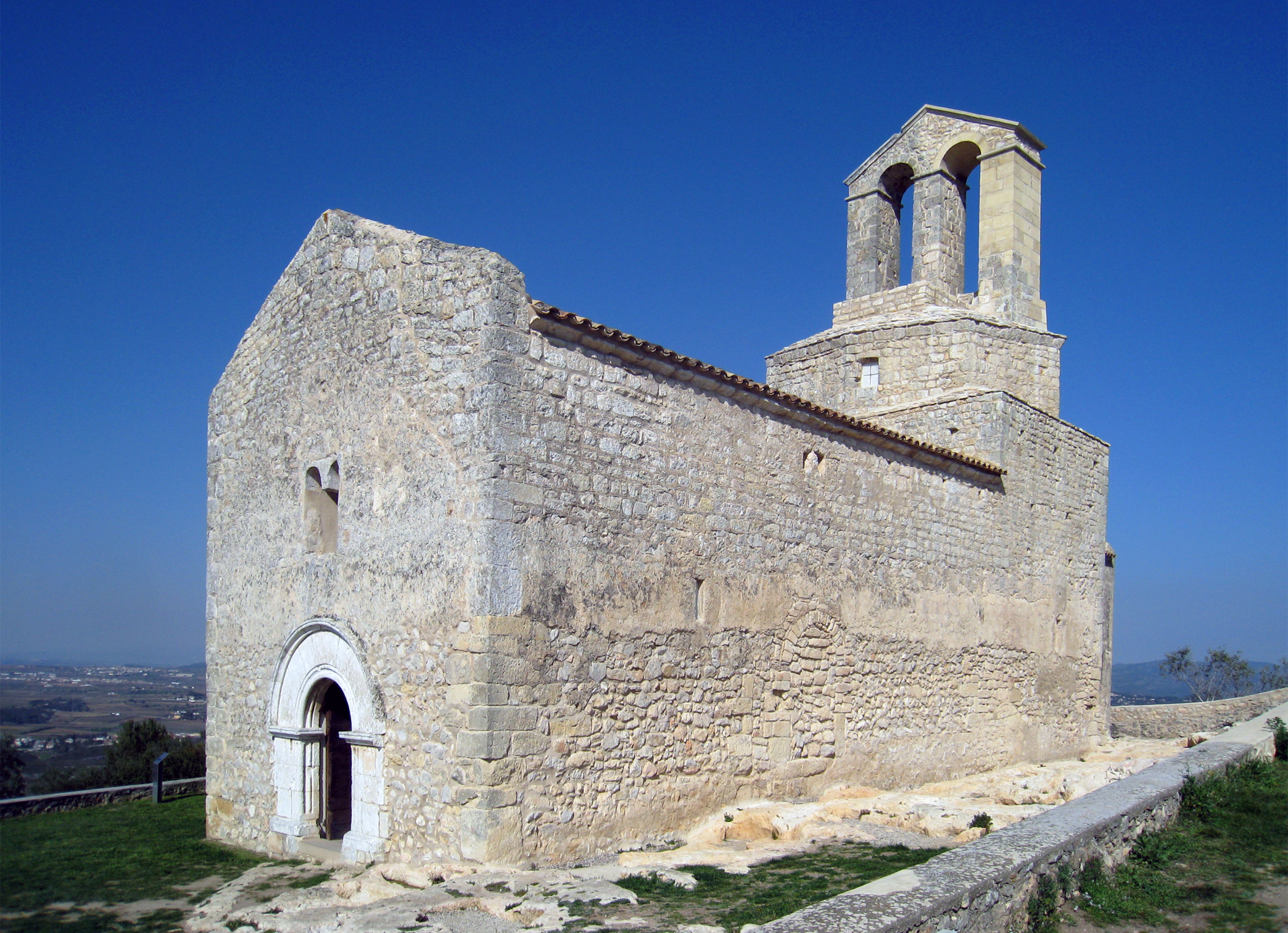
Sant Miquel d'Olèrdola

L'edifici actual és el resultat de construccions successives empreses entre els segles ix i xii. L'església té una sola nau i absis de planta quadrada, corresponents a l'obra del segle x. Durant el segle xii s'elevaren els murs de la nau que, reforçats amb arcs formers, van fer possible substituir la coberta de fusta per una volta de canó. Al mateix temps es devia construir el cimbori, damunt el qual hi ha una espadanya molt malmesa, així com la porta de la façana de ponent, dovellada i d'arc de mig punt amb imposta. Damunt d'aquesta porta hi ha una finestra geminada que segurament procedeix d'una construcció anterior. Al NE del temple es troba el capçal d'una capella preromànica, rectangular per fora i semicircular per dins.
La construcció de la primitiva església d'Olèrdola fou obra dels primers repobladors de l'antiga urbs ibèrica i romana, que prengué nova vida com a fortalesa del Penedès, que havia esdevingut marca o frontera del comtat de Barcelona. El segle x, el comte Sunyer feu bastir una segona església al costat de la primera (de la qual només resta la capçalera), que fou consagrada el 935 pel bisbe Teodoric. La darrera etapa constructiva, produïda el segle xii, va ser possiblement conseqüència de les destruccions ocasionades pels atacs musulmans. Parcialment destruïda pels almoràvits el 1108, El comte Ramon Berenguer III la donà a la catedral de Barcelona perquè la refés. El despoblament de la zona n'explica la decadència tot i que va mantenir el culte fins a l'any 1884. Devastada durant la Guerra del Francès i la Guerra Civil, només resta l'espadanya com a testimoni dels darrers segles, després que entorn del 1970 s'enderroqués una capella barroca que sobresortia de l'edifici. Actualment està reduïda a la categoria d'ermita.
Al llarg del temps, el temple va experimentar noves modificacions que, tanmateix, han estat eliminades en el curs de diverses restauracions realitzades en el segle XX (1926-28, per Jeroni Martorell i a partir del 1953, per Camil Pallàs). La recent restauració de l'església (2011) li ha renovat la imatge, un edifici romànic amb alguns elements gòtics i renaixentistes. La recerca ha permès apropar-se als fidels que l'utilitzaren com a temple i cementiri durant més de mil anys.
Durant una de les restauracions es va trobar l'escultura anomenada Cap d'un dimoni.

### Necròpolis de Sant Miquel

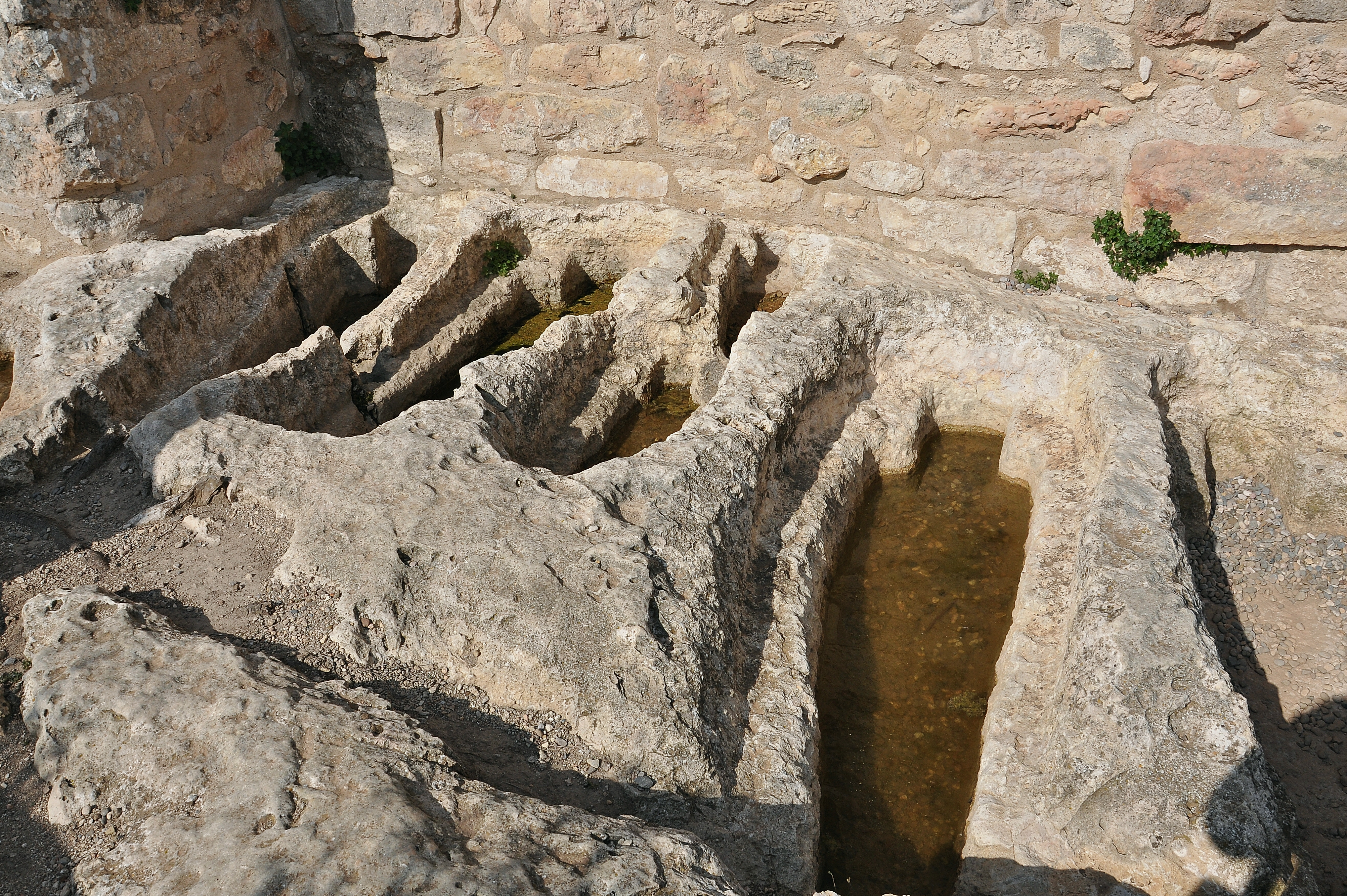
Tombes antropomorfes de Sant Miquel

Entorn de l'església es troba la necròpolis medieval i el cementiri modern. Els primers enterraments són anteriors a l'església preromànica. Dels segles x i xi es conserven nombroses tombes antropomorfes excavades a la roca, substituïdes al segle xii per tombes antropomorfes construïdes amb blocs de pedra. La tipologia de sepultures va variant al llarg dels segles, fins a arribar als nínxols i panteons més moderns. El cementiri estava protegit per una tanca que avui encara es conserva, però de menor altura.
Les sepultures antropomorfes són característiques de l'alta edat mitjana. La tomba era excavada a la roca amb la forma del cos humà. Reben també el nom de sepultures olerdolanes, en ser Olèrdola un dels primers llocs on van ser identificades.